# Lesní kostel Kostelky
Lesní kostel Kostelky (polsky - Kościółki) je památník v místě tajných evangelických bohoslužeb, které se konaly v době protireformace a náboženské nesvobody. Památník s deskou se nachází v obci Dolní Lomná v Moravskoslezském kraji v Slezských Beskydech.

## Historie
V roce 1654 tzv. náboženská komise na příkaz císaře Ferdinanda III. odebrala evangelíkům z Těšínského Slezska všechny kostely. Místní evangelické obyvatelstvo, pamatující ještě skončenou třicetiletou válku, nekladlo odpor. Místní evangelíci, kteří se nemohli shromažďovat v kostelech, využívali služeb kazatelů, kteří do těchto oblastí tajně přicházeli především z Horních Uher, ale také z Dolního Slezska a Polského království. Bohoslužby se konaly na odlehlých místech, hlavně v horách. Takových míst bylo mnoho a často se měnila, aby se předešlo represím. Díky ústním tradicím se dochovala vzpomínka na devět takových míst nacházejících se v horách v Slezských Beskydech. V polské části jich je šest a na české straně tři. Až od roku 1781, díky vydání tolerančního patentu se mohli evangelíci, do té doby pronásledovaní, svobodně hlásit ke své víře.
Na konci 20. století našli lesní dělníci v místním potoce kámen s vyrytými křesťanskými symboly, který sloužil evangelíkům jako oltář. Kámen získal kurátor evangelické farnosti Návsí spolu se svým vnukem, který o tom byl informován. V roce 1997 postavili farníci na Konstelkách památník s informační tabulí a nalezeným kamenem, následujícího roku byl vztyčen a vysvěcen dubový kříž. Informační tabule je dvojjazyčná (polsky a česky) s tímto zněním: "Kościółki. „Błogosławieni są ci, którzy słuchają Słowa Bożego i strzegą go" Łk 11,28 - Na tomto místě se v době protireformace v 2. pol. 17. stol. scházeli evangelíci k tajným bohoslužbám".

## Dostupnost
Louka s památníkem je mimo značené turistické stezky. Nachází se 800 m od rozhledny Tetřev a Kamenné chaty pod vrcholem Čerchlaný Beskyd (945 m n. m.)
Kamenná Chata je přístupná těmito stezkami:
- po silnici z Mostů u Jablunkova
- po  červené turistické značce z Mostů u Jablunkova nebo Bílého Kříže.
- po  modré a  červené turistické značce ze Šancí nebo Dolní Lomné.